# Llebrer afganès
El llebrer afganès o simplement afgà és un gos de caça procedent de l'Afganistan. Té un pelatge característic, molt llarg, fi i sedós, que requereix raspallades contínues, ja que si no s'embolicaria i arribaria a perdre la seva lluentor, amb una cua amb un rínxol circular al final. És considerat una de les races més intel·ligents, encara que també capriciosa.
El gos afganès és un gos que es distingeix pel seu pelatge gruixut, fi i sedós, i La raça és originària de les fredes muntanyes de l'Afganistan. El seu nom local és Sag-e Tāzī (dari: سگ تازی) o Tāžī Spay (paixtu: تاژي سپی). Altres noms per a aquesta raça són Tāzī, gos Balkh, gos Baluchi i gos Barakzai.

## Història
L'origen d'aquesta raça és possible que es trobi en el Saluki, que hauria arribat a l'Afganistan a través de Pèrsia. Ja a l'Afganistan el saluki necessitaria un pelatge més apropiat per a l'hostil clima de les muntanyes d'aquest país, desenvolupant el llarg pelatge que caracteritza a l'afganès actual, i amb el qual avui dia sedueix a tantes persones que adquireixen gossos d'aquesta raça sense tenir en compte que necessita atencions molt especials.
Estudis genòmics han assenyalat el llebrer afganès com una de les races de gossos més antigues. Els primers registres daten del segle xix, la qual cosa no significa que no existissin abans, sinó que els nòmades afganesos no es molestaven a deixar constància de la raça per escrit. La primera il·lustració feta d'un Afghan hound és de l'any 1813. Aquesta raça va arribar a Anglaterra el 1920 i no va trigar a triomfar, sent reconeguda pel Kennel club britànic solament sis anys després.
L'any 1880, quan va finalitzar la guerra entre afganesos i britànics, els oficials de l'exèrcit britànic es van portar a casa alguns d'aquests cans, ja que les seves característiques com a gossos de caça en les dures condicions de les muntanyes afganeses, havien cridat la seva atenció.
A Europa, el llebrer afganès ha mantingut la seva activitat natural com a gos pastor i de caça, tasca que ja feia a la seva terra d'origen. També, gràcies al seu elegant aspecte, agilitat i velocitat s'ha convertit en gos de companyia i de carreres.

## Utilització
Al principi, l'afganès era emprat per a perseguir preses de tota classe, que es trobaven a les muntanyes del país afganès, tals com: llebres, guineus, gaseles, xacals, llops, cérvols, i fins i tot, lleopards nivals.
Una altra funció del llebrer afganès era la vigilància dels campaments de les tribu nòmades i el bestiar, funcions que, juntament amb les relacionades amb la caça, li donaven una popularitat enorme entre els nòmades de l'Afganistan (fins i tot reservaven un dia de festivitat dedicada a aquest llebrer en el qual els engalanaven amb collarets de flors.)
S'ha intentat utilitzar la raça a Europa per a carrera de llebrers, però mai s'ha aconseguit. El problema ve del fet que els afganesos són gossos massa intel·ligents per a aquest tipus de carreres, i no persegueixen a la llebre mecànica com ho faria un llebrer anglès qualsevol, sinó que planifica una veritable estratègia de caça per capturar a la llebre: travessen l'àrea central de la pista de carreres i es llancen sobre elles quan en girar el peluix s'apropa cap al llebrer.

## Característiques físiques i caràcter
La seva principal característica física és el pèl llarg, a més del seu cap llarg i la seva cua acabada en anell. Els colors del pelatge més habituals són: teula, ros, argentat, negre, marró fosc, combinació de negre o marró fosc amb argentat o blanc, i blavós. Pel que fa a la cara, hi ha exemplars que presenten una màscara més fosca o més clara (segons el color principal del gos). Són també tremendament àgils i veloços.
Respecte al caràcter, aquests gossos solen ser dependents i una mica desconfiats. Tenen també molta força i valentia, fins i tot davant d'altres animals salvatges carnívors, més grans que ells, com poden ser lleopards o llops.

## Salut
Un estudi del Regne Unit va trobar una esperança de vida d'11,1 anys per a la raça en comparació amb una mitjana de 12,7 per a les races pures i 12 per a les races creuades.
Els principals problemes de salut són les al·lèrgies, el càncer i la displàsia de maluc. Com altres llebrers, el llebrer afganès és sensible a l'anestèsia, ja que els llebrers tenen nivells relativament baixos de greix corporal. Els llebrers afganesos també es troben entre les races de gossos més propenses a desenvolupar quilotòrax, una afecció rara que fa que els conductes toràcics tinguin fuites, permetent que grans quantitats de líquid quil entrin a la cavitat toràcica del gos.

### Galeria afganesos amb distinció de colors en pelatge
Per ordre: argentat, teula, marró fosc i blanc, ros sense màscara, ros amb màscara i blavós.

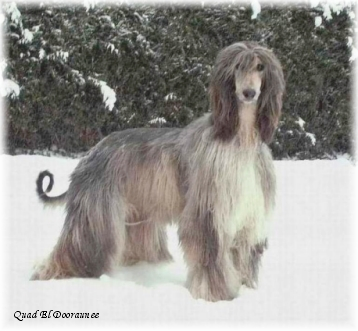
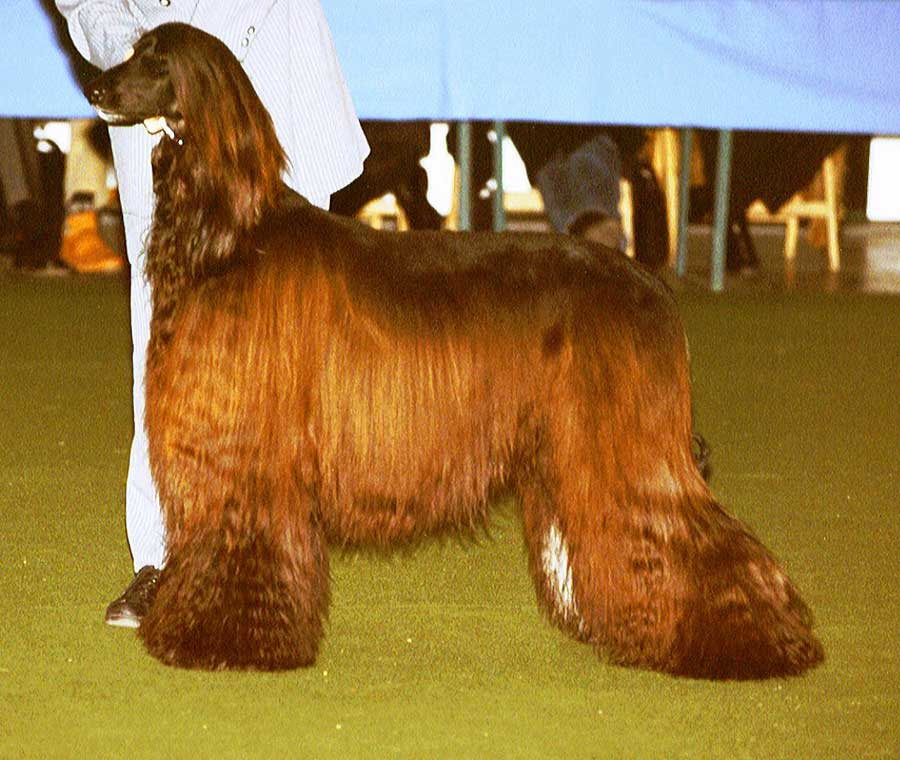
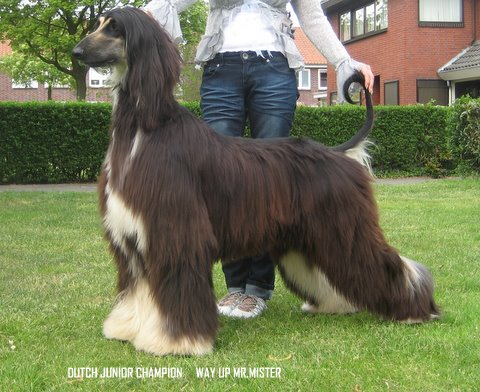
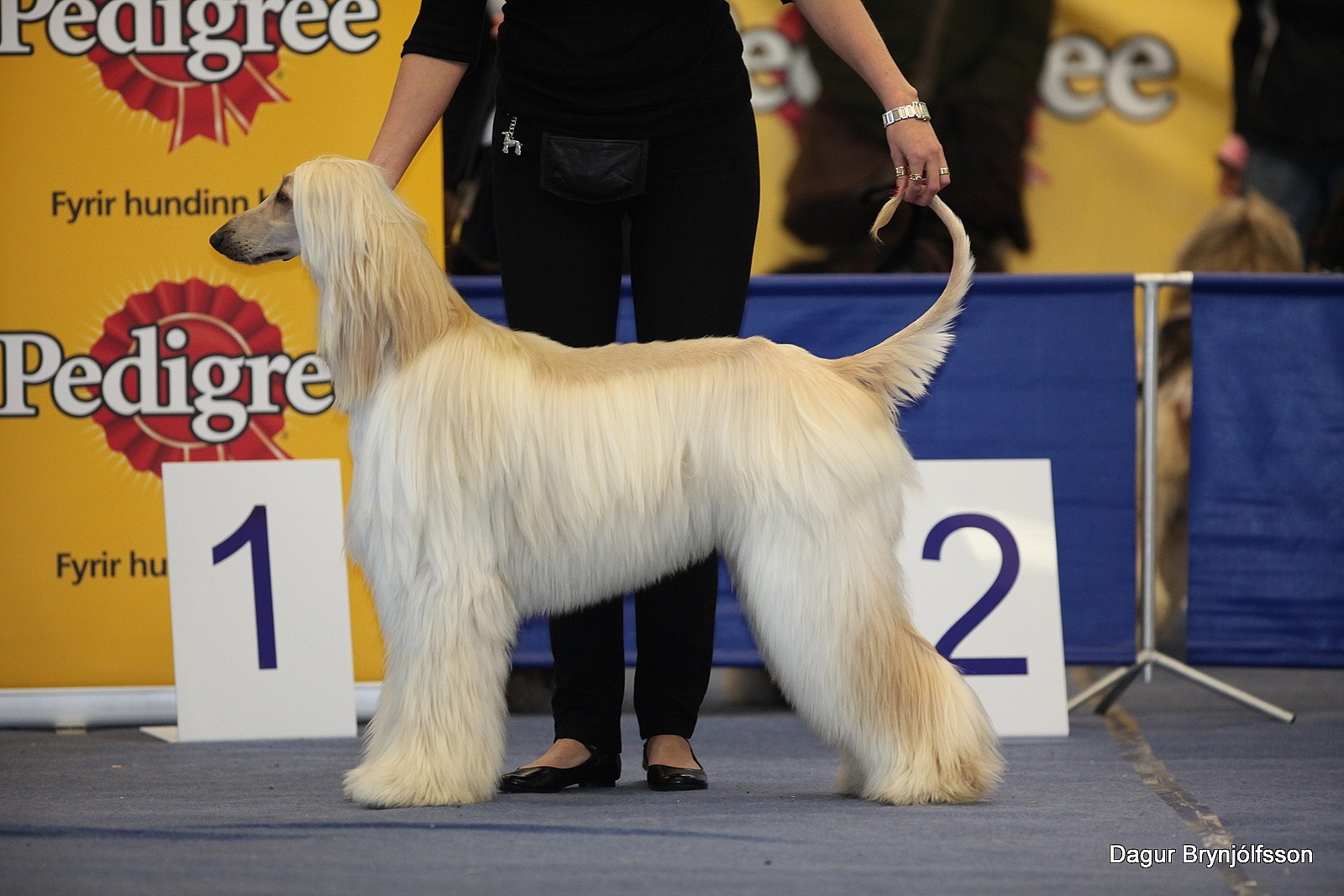
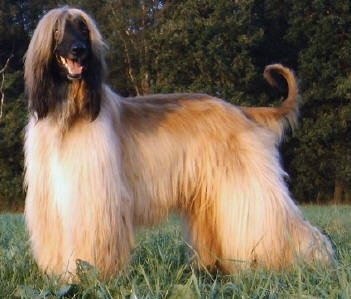
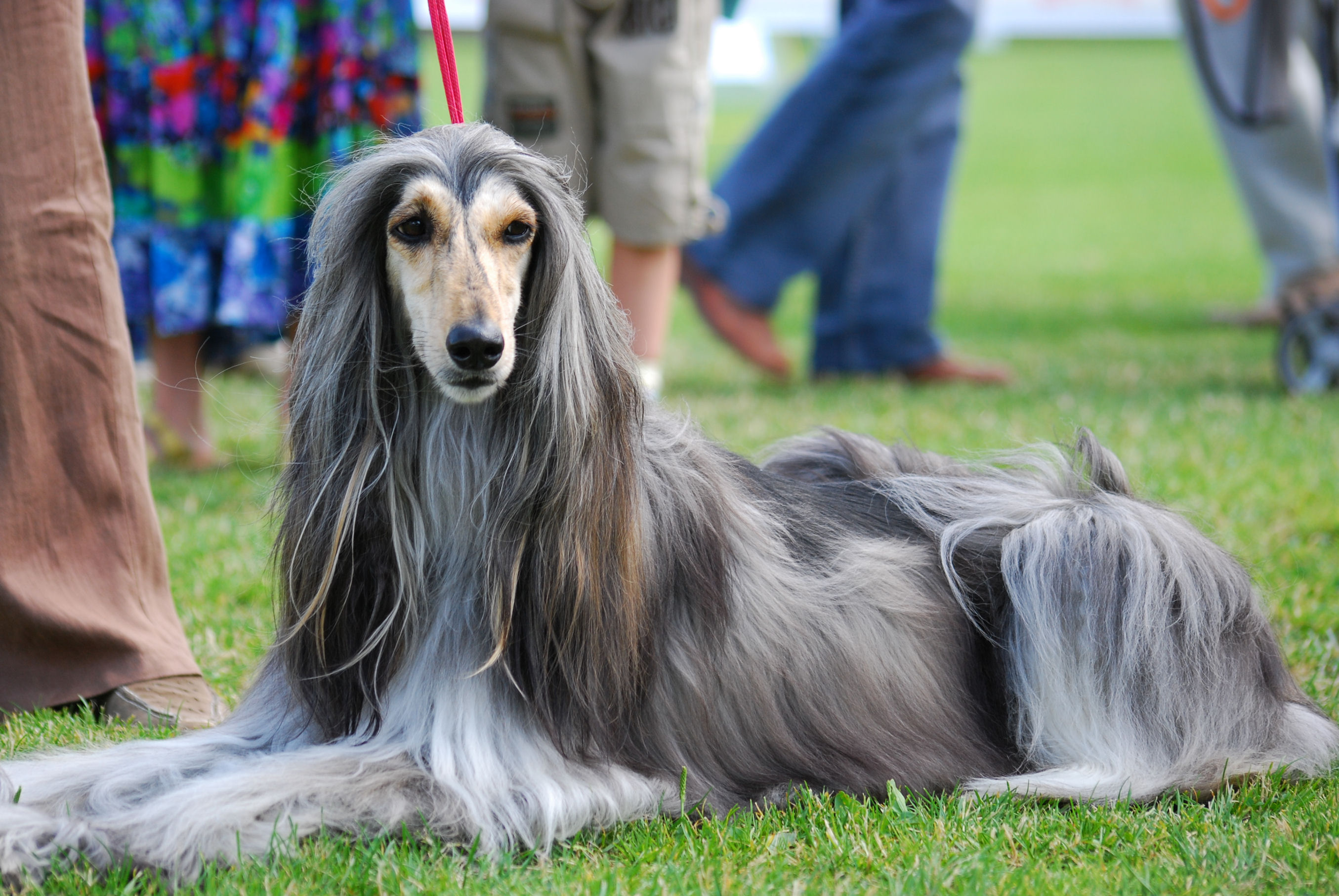